# گوندولین پورتر
گوندولین پورتر (انگلیسی: Gwendoline Porter; ۲۵ آوریل ۱۹۰۲ – ۲۹ اوت ۱۹۹۳) دونده دو سرعت زن اهل بریتانیا بود.